# 911 Operator
911 Operator est un jeu vidéo de gestion d'urgence téléphonique développé par Jutsu Games et édité par PlayWay, sorti le 24 février 2017 sur Windows et Mac. 911 Operator est sorti le 9 novembre 2017 sur iOS, Android, Xbox One et Nintendo Switch

## Système de jeu
Le joueur incarne un dispatcher du 911. Le joueur gère des véhicules qui sont mis à sa disposition, tels que des ambulances, des véhicules de police ou encore de pompier.

## Contenus téléchargeables
Quatre contenus additionnels sont sortis, le premier First Response, est sorti le 24 mars 2017, il ajoute divers nouveaux véhicules, équipements et appels : courses illégales, alertes incendies, vols à l’étalage, blessures par balle...
Le second Special Resources est sorti le 24 février 2017, il ajoute quant à lui : une bicyclette, une voiture de police banalisée, une fourgonnette blindée, un grand hélicoptère de police, une moto médicale, une grande échelle et un hôpital mobile. Il rajoute aussi 6 nouveaux équipements.
Le troisième contenu additionnel à être sorti est Every Life Matters, il rajoute, deux nouveaux véhicules : le fourgon cellulaire et le canon à eau. Ce dernier ajoute quelques nouveauté au mode histoire, mais ajoute principalement la fonction Support qui permet de demander des unités supplémentaires.
Le dernier contenu additionnel à être sorti est Search and Rescue, il apporte une mécanique de recherche ainsi que de nouveau évènements spéciaux : les tempêtes de neige et les séries d'incendies. Ce DLC ajoute aussi 12 nouveaux types d'appel et 24 nouveaux types d'évènement. Quatre équipements sont ajoutés : drone, caméra thermique, lunette de vision nocturne, veste de secouriste.

## Accueil
- Canard PC : 7/10[1]
- Rock, Paper, Shotgun : « J'ai été content de mon bref tête-à-tête avec le jeu » (Alec Meer)[3]